# ADCC Submission Fighting World Championships 2019
XIII Mistrzostwa Świata ADCC – trzynasta edycja największego turnieju submission fightingu na świecie, która odbyła się w dniach 28-29 września 2019 roku w Anaheim, w hali Anaheim Convention Center. Zwycięzcy poszczególnych męskich kategorii wagowych otrzymali nagrody pieniężne w wysokości 10 000 USD, a kobiecych w wysokości 6000 USD. Zwycięzcy kategorii absolutnej i "super walki" otrzymali natomiast nagrodę pieniężną w wysokości 40 000 USD. 

## Wyniki

### Mężczyźni
| Kategoria:  | Złoto:              | Srebro:                 | Brąz:                 |
| 66 kg       | Augusto Mendes      | Kennedy Maciel          | Paulo Miyao           |
| 77 kg       | Jonathan Torres     | Vagner Rocha            | Garry Tonon           |
| 88 kg       | Matheus Diniz       | Craig Jones             | Josh Hinger           |
| 99 kg       | Gordon Ryan         | Vinicius Gazola         | Lucas Barbosa         |
| ponad 99 kg | Kaynan Duarte       | Nick Rodriguez          | Marcus Almeida        |
| Absolutna   | Gordon Ryan (99 kg) | Marcus Almeida (+99 kg) | Lachlan Giles (77 kg) |

### Kobiety
| Kategoria:  | Złoto:           | Srebro:      | Brąz:            |
| 60 kg       | Bianca Basilio   | Ffion Davies | Elvira Karppinen |
| ponad 60 kg | Gabrielle Garcia | Carina Santi | Tayane Porfírio  |

### "Super walka"
- André Galvão vs  Felipe Pena – zwycięstwo Galvão na punkty